# Infinity (jeu de figurines)
Pour les articles homonymes, voir Infinity.
Infinity the game (aussi connu comme Infinity: A Skirmish Game) est un jeu de figurines à l'échelle 28 mm de miniatures métalliques qui simule le combat et les actions spéciales dans un univers de Science-fiction. 

## Description
L'esthétique du jeu est largement inspirée des mangas, en particulier le travail de Masamune Shirow, mais aussi de films et livres de science fiction classique. L'éditeur est la société espagnole Corvus Belli, basée à Vigo, en Galicie.
Chaque joueur contrôle un groupe de miniatures représentant des soldats sur un champ de bataille fictif sur table, qui agissent durant le jeu pour atteindre des buts prédéfinis et empêcher l'adversaire d'atteindre les siens, en particulier en essayant de détruire les soldats adverses.
Contrairement à bon nombre de jeux similaires, les règles d' Infinity sont disponibles en téléchargement gratuit et enrichies via un wiki officiel. Tous les livres de la gamme sont disponibles en français. De plus les pré-commandes (quelle que soit la langue) sont assorties de figurines exclusives totalement jouables.

## Univers
Le jeu se déroule 175 ans dans le futur, et de ce fait l'apparence des champs de bataille peu varier de bidonvilles déshérités aux villes prospères et ultra-futuristes, en passant par des terrains exotiques sur des planètes nouvelles.
La race humaine a découvert et stabilisé des trous de ver qui permettent le voyage à l'intérieur de la galaxie et vers d'autres systèmes stellaires; les anciennes nations de la terre ont formé de nouvelles alliances pour financer la course à l'espace et l'utilisation de ces trous de ver pour coloniser de lointaines planètes et astéroïdes.
Ce sont ces nouvelles factions, ainsi que les aliens découverts en chemin, qui sont en compétition pour les ressources et les technologies ce qui cause les conflits et tensions que les joueurs recréent sur la table lors des parties d'Infinity the Game. Les factions principales sont les suivantes :
- Panoceania : ultra technologique et dominante chez les factions humaines avec un rôle important de la nouvelle Église catholique et une omniprésence de l'intelligence artificielle appelée Aleph. Panoceania est la faction qui contrôle le plus de planètes.
- Yu-Jing : rivale jurée de la précédente mais légèrement moins avancée, Yu-Jing est l'héritière des civilisations de l'Extrême-Orient, sous la poigne de fer du Parti et de l'Empereur. Aleph y joue également un rôle important.
- Haqq-Islam : le nouvel Islam est la troisième puissance de l'univers d'Infinity. Ce sont une religion tolérante et un État bienveillant qui se consacrent essentiellement à la recherche biologique et médicale et à la terraformation de leur planète désertique, Bourak.
- Ariadna : issue d'une première colonie oubliée puis redécouverte, et très en retard technologiquement, Ariadna rassemble des Kazakhs (dominants), des Francophones, des Britanniques et des Américains dans une nation jeune et constamment en guerre, soit contre les autres factions, soit contre les tribus aliens locales appelées Antipodes. Ariadna accepte Aleph avec une certaine méfiance.
- Aleph : Aleph est le nom de l'intelligence artificielle qui aide à gérer, bon gré mal gré, la Sphère Humaine (l'alliance très désunie des factions humaines dans le jeu). Une organisation internationale, O12, en assure la protection et la maintenance. Les troupes d'Aleph sont les plus avancées technologiquement, post-humains à la limite entre humanité et singularité.
- Nomades : Anarchistes et rebelles constamment en mouvement à travers l'espace, très opposés à Aleph, les Nomades ont trois vaisseaux mère appelés Corregidor, Bakounine et Tunguska. Ils sont spécialisés dans tout ce qui est bizarre ou illégal, ce qui leur permet une certaine avance technologique en comparaison de leurs moyens limités.
- Tohaa : en principe alliés aux humains, les Tohaas sont des maîtres des biotechnologies et de la politique. Ils sont aussi obsédés par la numérologie (surtout le chiffre 3). En réalité, ils jouent leur propre jeu et sont eux-mêmes divisés. Ils auraient joué un rôle trouble ou ambigu dans certains événements concernant la Sphère Humaine (qui rassemble les factions précédentes).
- Armée Combinée : La principale menace pour toutes les autres factions et l'unique raison pour laquelle elles coopèrent est l'agression et la menace permanente de l'Armée Combinée, une force colossale rassemblant différentes espèces aliens sous la dictature absolue de l'EI (Intelligence Evoluée) une intelligence artificielle chargée de découvrir le secret de la singularité mais empêchée de l'atteindre elle-même. La raison principale qui a empêché l'Armée Combinée de gagner la guerre pour l'instant est la distance et le fait qu'un seul trou de ver, relativement facile à défendre, relie sa portion d'espace à la Sphère Humaine. Cette défense est appelée le blocus d'Acheron.
- de nombreuses unités mercenaires peuvent venir compléter les unités des différentes factions ci-dessus.

177 ans dans le futur, un événement intérieur majeur au sein de l'Yu-Jing fit apparaitre au sein de la Sphère Humaine de nouvelles factions regroupées sous le terme d'Armées Non-Alignées (NA2) : 
- JSA : De la révolution sanglante des Japonais, refusant d'être encartés plus longtemps par l'État-Empire et d'obtenir leur indépendance, naquit la JSA (L'Armée Sécessionniste Japonaise). Bien qu'indépendant le Japon est un pouvoir mineur qui décide de se reconstruire avec le bushido comme idéologie principale. Son but est de libérer tous les territoires japonais encore sous le joug de l'Yu-Jing, comme Kuraimori une île soumise à la loi martiale à la suite de la révolte échouée des forces japonaises.
- Différentes Compagnies Mercenaires : Actuellement au nombre de 3 (StarCo, Ikari et Druze Bayram Security) elles sont composées d'unités mercenaires privées organisées et structurées à l’instar des autres factions de la Sphère Humaine.

## Système de jeu
Ce jeu utilise des profils d'unités et d'armes pour déterminer les capacités de chaque miniature sur la table de jeu. Ces profils sont alors utilisés avec un ruban mesureur et des dés à 20 faces pour déterminer le résultat de la plupart des actions et situations qui peuvent se produire au cours de la partie.
Le système de jeu d' Infinity utilise une réserve d'ordres qui sont ensuite dépensés pour chaque modèle que le joueur souhaite activer durant son tour ; ils peuvent être dépensés sur un seul modèle (ou miniature) ou pour activer de nombreuses unités.
Un tour d' Infinity voit se succéder les ordres du joueur actif (le joueur dont c'est le tour de jouer) et les réactions du joueur réactif (le joueur dont ce n'est pas encore le tour); ce mécanisme de réaction permet au joueur dont ce n'est pas le tour de prendre des décisions et d'interagir avec les actions et décisions du joueur dont c'est le tour. Cependant, ces réactions auront des possibilités moindre que les actions du joueur actif (en particulier, les rafales des armes sont généralement limitées dans ce cas). Cette particularité typique d' Infinity permet aux deux joueurs d'être en interaction constante, évitant ainsi les temps morts pour l'un ou l'autre.
Les jets de dé dits en face à face (opposition) sont utilisés dans ce système pour rendre compte du fait que les actions de deux modèles ou plus s'opposent directement; le joueur qui a le meilleur résultat des dés voit l'action de son unité réussir et celle de son adversaire échouer (dans de rares cas, les deux actions peuvent s'annuler mutuellement). Des modifications aux jets de dés existent pour les armes, par exemple, pour simuler le fait que certaines armes sont plus efficaces à une certaine distance que d'autres.
Les hacker sont aussi présents dans Infinity et permettent au joueur d'immobiliser, contrôler ou gêner les unités robotiques ou bénéficiant d'armures connectées. Ces unités robotisées peuvent aller de simples drones, plus ou moins spécialisés, jusqu'aux robots de combat, pilotés ou non, appelés TAG dans ce jeu. D'autres modèles spécialisés, comme les médecins, peuvent soigner les unités blessées. Les ingénieurs eux répareront les unités robotisées déjà citées. D'autres spécialistes comme les observateurs avancés complètent la panoplie d'unités à la disposition des joueurs.  
Contrairement à de nombreux autres jeux de figurines sur table, certaines informations restent cachées par chaque joueur à son adversaire; ceci inclut des modèles qui ne sont pas initialement déployés sur la table au début de la partie, l'identité du leader et certains des objectifs pour les scénarios. Ces informations sont donc révélées ultérieurement, soit par exemple quand le modèle est finalement déployé ou quand l'objectif en question est atteint.
Un autre aspect important d' Infinity est l'importance du terrain et de la couverture dont bénéficie chaque miniature, qui lui donne un bonus à sa statistique d'armure et un malus au jet de dé des modèles opposés pour la toucher. Le terrain est particulièrement nécessaire pour empêcher l'abus d'armes à longue portée comme les fusils de précision. L'importance du terrain a amené l'éditeur Corvus Belli à créer des partenariats avec plusieurs sociétés tierces ,,, en vue de créer des terrains spécifiques avec des thèmes pour ce jeu.

## Système de Tournoi d'Infinity(ITS)
Une autre spécificité d' Infinity the Game est le système de tournoi officiel Infinity Tournament System (ITS),,[source insuffisante] qui permet aux joueurs de participer à un format de tournois standardisés avec des prix sponsorisés par Corvus Belli utilisant les Infinity Tournament Packs (paquet de tournoi d'Infinity). Les résultats de chaque tournoi sont ensuite téléchargés sur le site officiel du jeu et utilisés pour déterminer le rang de chaque joueur et pour se comparer avec les autres joueurs du monde.

## Éditions
- Infinity: A Skirmish Game[9] 1st Edition – 2005
- Infinity: Human Sphere[10] – 2009
- Infinity: A Skirmish Game[11] 2nd Edition – 2012
- Infinity: Campaign Paradiso[12] – 2012
- Infinity Artbook One[13] - 2013
- Infinity: N3[14] 3rd Edition – 2014
- Infinity: Human Sphere N3 [15] 2nd Edition – 2016
- Infinity: Uprising [2] 1st Edition – 2018

## Autres publications
- Infinity Outrage: the Manga [16] 1st Edition – 2017